# Pálhegyi Ferenc
Pálhegyi Ferenc (Sepsiszentgyörgy, 1935. április 14. – Budapest, 2016. március 28.) gyógypedagógus, nyugalmazott főiskolai tanár, közismert előadó.

## Élete
Szülei egyszerű emberek voltak, édesapja szabómesterként dolgozott. Gyermekéveit Sepsiszentgyörgyön, Brassóban és Besztercén töltötte. Édesapját a II. világháború utolsó éveiben katonai szolgálatra hívták be, családja hamarosan követte őt Erdélyből Magyarországra. Budapesten telepedtek le. 1954-ben érettségizett a budapesti II. Rákóczi Ferenc Gimnáziumban. A Gyógypedagógiai Tanárképző Főiskolán folytatta tanulmányait, ahol 1958-ban diplomázott. 
A Vakok Intézetének tanára lett, majd az Eötvös Loránd Tudományegyetemen pszichológiai doktorátust szerzett. 1971-től 2001-ig tanított a Gyógypedagógiai Tanárképző Főiskola pszichológia tanszékén, közben három évig a Budapesti Református Teológiai Akadémia professzora volt. 1976-tól a pszichológia tudományok kandidátusa. 1997 és 2000 között felekezetközi bibliaiskolát vezetett Pécelen. A Biblia Szövetség alelnöke, a pasaréti református gyülekezet presbitere, a Bibliai Házassággondozó Szolgálat vezetője, a Biblia és Család című lap főszerkesztője volt. 
1999-ben Apáczai Csere János-díjjal tüntették ki.

## Főbb művei
- Személyiség-lélektani kalauz (1981)
- Keresztyén házasság (1992)
- Van-e keresztyén pedagógia? (1994)
- Útjelző táblák (1996)
- A menekülő ember, Szex és szerelem (1998)
- Házassági karambolok (2000)
- Öregedés és halál – újjászületés és feltámadás (2002)
- Körkép, korkép, kórkép (2004)
- Őrjárat az etika körül (2009)
- Házunk népe (2011)
- Csakazértis házasság (2015)
- Üzenet Babilonba (2016)